# Municipio de Nacajuca
El municipio de Nacajuca (en yokot'an: Yäxtup) es un municipio del estado mexicano de Tabasco, localizado en la región del río Grijalva y en la subregión del Centro.
Su cabecera municipal es la ciudad de Nacajuca y cuenta con una división constituida, además, por 14 ejidos, 28 rancherías, 11 poblados, 3 congregaciones y 3 fraccionamientos rurales.
Su extensión es de 488.37km², los cuales corresponden al 2.1% del total del estado; esto coloca al municipio en el decimotercer lugar en extensión territorial. Colinda al norte con los municipios de Centro, Centla y Jalpa de Méndez, al sur con los municipios de Cunduacán y Centro, al este con el municipio de Centro y al oeste con los municipios de Cunduacán y Jalpa de Méndez.

## Toponimia
El nombre de este municipio proviene del náhuatl Naca-shushu-can, de Nacatl que significa "carne", shushuctic que significa "descolorido" o "pálido" y "can" significa lugar. Traduciéndose como: "lugar de las caras pálidas o descoloridas".

## Historia
Los asentamiento humanos en lo que es hoy el territorio del municipio de Nacajuca debe remontarse al momento en que las grandes urbes mayas del clásico y del clásico tardío como Palenque, Tikal, Uxmal, Bonampak, Moral-Reforma, Pomoná y Comalcalco fueron abandonadas.
Los investigadores han encontrado indicios de que parte de la población de esas grandes urbes siguiendo el cauce los ríos, se estableció en la planicie de Tabasco y en la zona costera del Golfo de México.
A la llegada de los españoles en 1518 los mayas chontales ocupaban el delta de los ríos Mezcalapa, Grijalva y Usumacinta.
Los pueblos de Nacaxuxuca, Túcta, Mazateupa, Tapotzingo, Guatacalca, Tecoluta, Guaytalpa, Olcoatitan y Oxiacaque, son antiquísimos y datan de las primeras emigraciones de las tribus de la península de Yucatán, del norte de Chiapas así como del Petén guatemalteco.
Durante la conquista, las primeras noticias que se tienen de este territorio datan de fines de 1524 y principios de 1525 cuando el conquistador Hernán Cortés en su viaje a las Hibueras (hoy Honduras), pasó por el territorio que hoy comprende este municipio; en su itinerario tocó una población que el llama de Anaxuxuca, como lo demuestra este extracto de su relación al Rey de España:

"...Esta provincia de Cupilcon es abundosa de esa fruta que llaman cacao y de otros mantenimientos(...)y mucha pesquería; hay en ella diez o doce pueblos buenos, digo cabeceras, como este de Anaxuxuca, es tierra muy baja y de muchas ciénagas, tanto que en tiempo de invierno no se puede andar, ni se sirven sino en canoas, y pasarla yo en tiempo de secas se hicieron más de cincuenta puentes..."
 Hernán Cortés "Quinta Carta de Relación" 1525

El cronista Bernal Díaz del Castillo quien también acompañó a Cortés, en dicho viaje, menciona haber pasado por un poblado llamado Nacaxuxuca, que en lengua náhuatl quiere decir "lugar de caras pálidas o descoloridas" en clara alusión a los habitantes del pantano que eran presa fácil del paludismo, por la abundancia de mosquitos que proliferan en estas regiones.

"...llegamos a otro gran pueblo que se dice Copilco y desde allí cominenza la provincia que llaman la Chontalpa y es toda muy poblada y llena de huertas de cacao, y muy de paz. Y de este Copilco, pasamos a Nacaxuxuca o Nacajujuyca y continuamos el camino a Zaguatán...
 Bernal Díaz del Castillo. Historia Verdadera de la Conquista de la Nueva España"

En 1528, con la llegada de Francisco de Montejo a Tabasco, comienza la campaña para pacificar completamente la provincia y sus esfuerzos se centran principalmente en la región de la Chontalpa, aunque con muy pocos resultados. Es de destacar, la importancia de la ayuda que prestaron los habitantes del poblado de Túcta que ayudó mucho a los españoles a pacificar esta tierra, en aquella ocasión, el Rey de España, agradeció a sus habitantes con un cuadro en el que está pintada la corona real y que fue colocado en la iglesia del pueblo. Por este motivo, a Túcta, se le llamaba en esa época: pueblo de la Corona de Túcta.

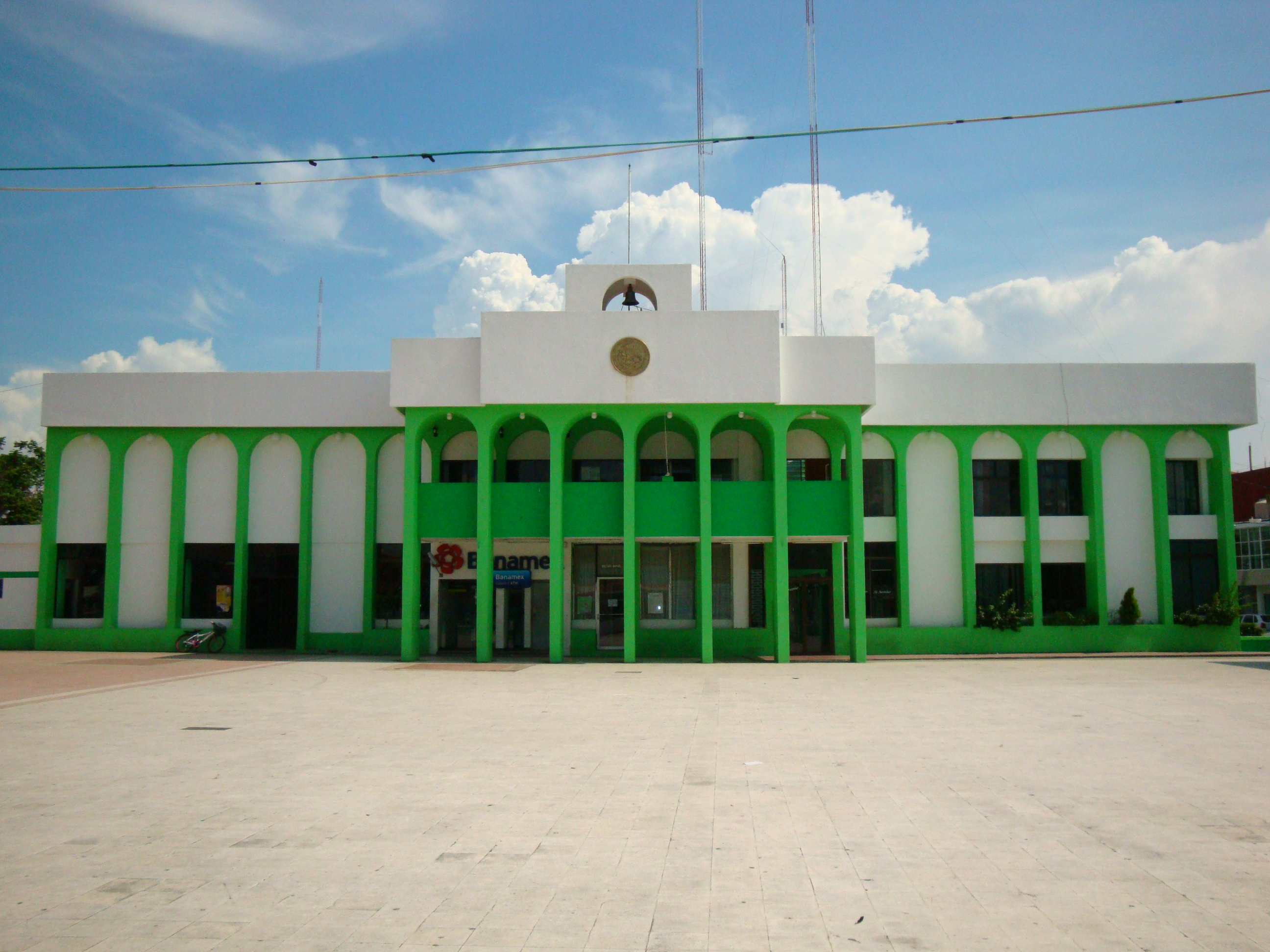
Palacio Municipal de Nacajuca.

A partir de 1550, cuando la pacificación se iba logrando en la provincia, los españoles comenzaron a internerse y a vivir en los pueblos de Nacaxuxuca, Túcta, Mazateupa, Tapaucingo, Huatacalca, Tecoluta, Huaitalpa, Olcuatitlan y Ohicake, estableciendo encomiendas y fincas para la explotación del cacao y otros frutos.
El 10 de abril de 1579, durante una visita a Nacajuca, Vasco Rodríguez, alcalde mayor de Tabasco ordena a Melchor Alfaro Santa Cruz, hacer el primer mapa de la provincia de Tabasco y redactar una memoria para enviar a España.
De acuerdo a informes del gobierno colonial de Tabasco, en 1665 el partido de Nacajuca contaba con 13 pueblos.
El 31 de julio de 1843, las autoridades de San Pedro Nacajuca, juraron las Bases Constitucionales sancionadas por el presidente, general Antonio López de Santa Anna.
El 17 de noviembre de 1852 conforme a un decreto del congreso del estado, el municipio de Nacajuca lo componen además del pueblo de Nacajuca, cabecera del municipio, los pueblos siguientes: Tucta, Mazateupa, Tapotzingo, Guatacalca, Tecoluta, Guaytalpa, Olcuatitán, Oxiacaque, con todas sus riberas, haciendas y rancherías.

## Personas destacadas
- Rafaél Concha Linares: (1913–1967). Ingeniero y pedagogo. Destacado catedrático del Instituto Juárez de Tabasco. En 1953 ocupó la jefatura de ingenieros de la dirección general de comunicaciones y obras públicas del estado. En 1958 fue nombrado director fundador de la escuela secundaria estatal de Villahermosa. En 1967, después de su deceso, el gobernador Manuel Rafael Mora Martínez, mediante decreto, dispuso que esa escuela que aún existe en la capital del estado, llevara su nombre.

- José Jesús Chúa Zapata Pérez: (1865–1958). Autodidacta. N. en la r/a. Arroyo de este municipio fue pupilo del ilustre coronel Gregorio Méndez Magaña, quien lo enseñó a leer y a escribir, convirtiéndose con su esfuerzo personal en maestro rural. Fundó la primera escuela en su lugar de origen.

- Ismael Ramos de la Rosa: (26/agosto/1983–16/diciembre/2020). Artesano plástico. Nació en Villahermosa, Centro y radico en Nacajuca. Conocido como el "Joven artesano de las manos mágicas", en el 2004 se posicionó entre los artistas creativos con mayor aceptación en el concurso de los carros alegóricos  de la feria Tabasco y diferentes festividades del sureste y centro del país, así como la versatilidad en el diseño de trajes artísticos y artesanales, elaboración de altares y nacimientos monumentales, escenarios entre otros. Transformó elementos naturales y sintéticos en obras de arte que les dieron premios y reconocimientos. Ocupó el cargo de Jefe de eventos especiales en Nacajuca (2016–2018). Diseñó y elaboró 7 carros alegóricos para el municipio de Nacajuca (2004, 2005, 2006, 2015, 2016, 2017 y 2018), obteniendo los premios de primer lugar en 2016 “Manos mágicas”, segundo lugar en 2017 “Aves de traspatio” y primer lugar en 2018 “Capital de las artesanías, cunas de las tradiciones”.

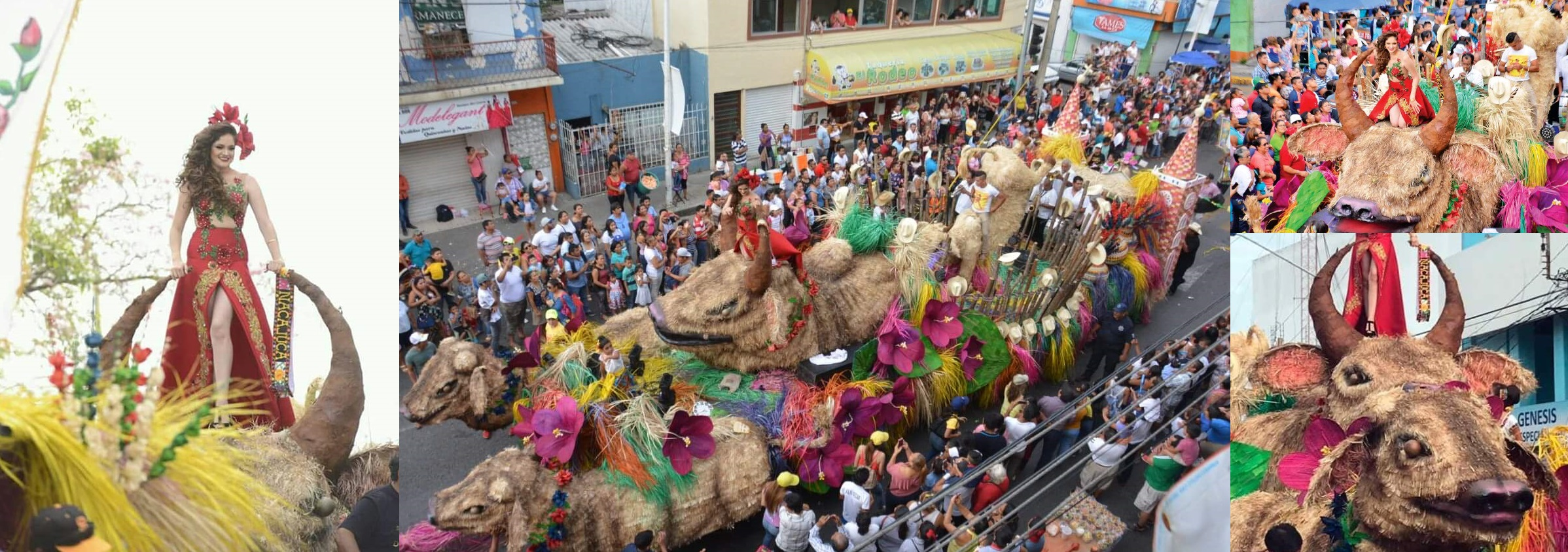
Carro alegórico Nacajuca 2018

## Población
El municipio de Nacajuca está formado en su mayoría de poblados de origen Maya Chontal, que en la actualidad aún hablan la lengua Chontal. Entre las más importantes se encuentran: Tecoluta, San Simón, San Isidro 1.ª, Guaytalpa, Tapozingo, Mazateupa, Tucta, Guatacalca, Olcuatitan y Oxiacaque.
De acuerdo a los resultados que presenta el II Conteo de Población y Vivienda del 2005,  el municipio cuenta con un total de 86,105 habitantes, registrando el municipio una densidad de población de 164 habitantes por kilómetros.

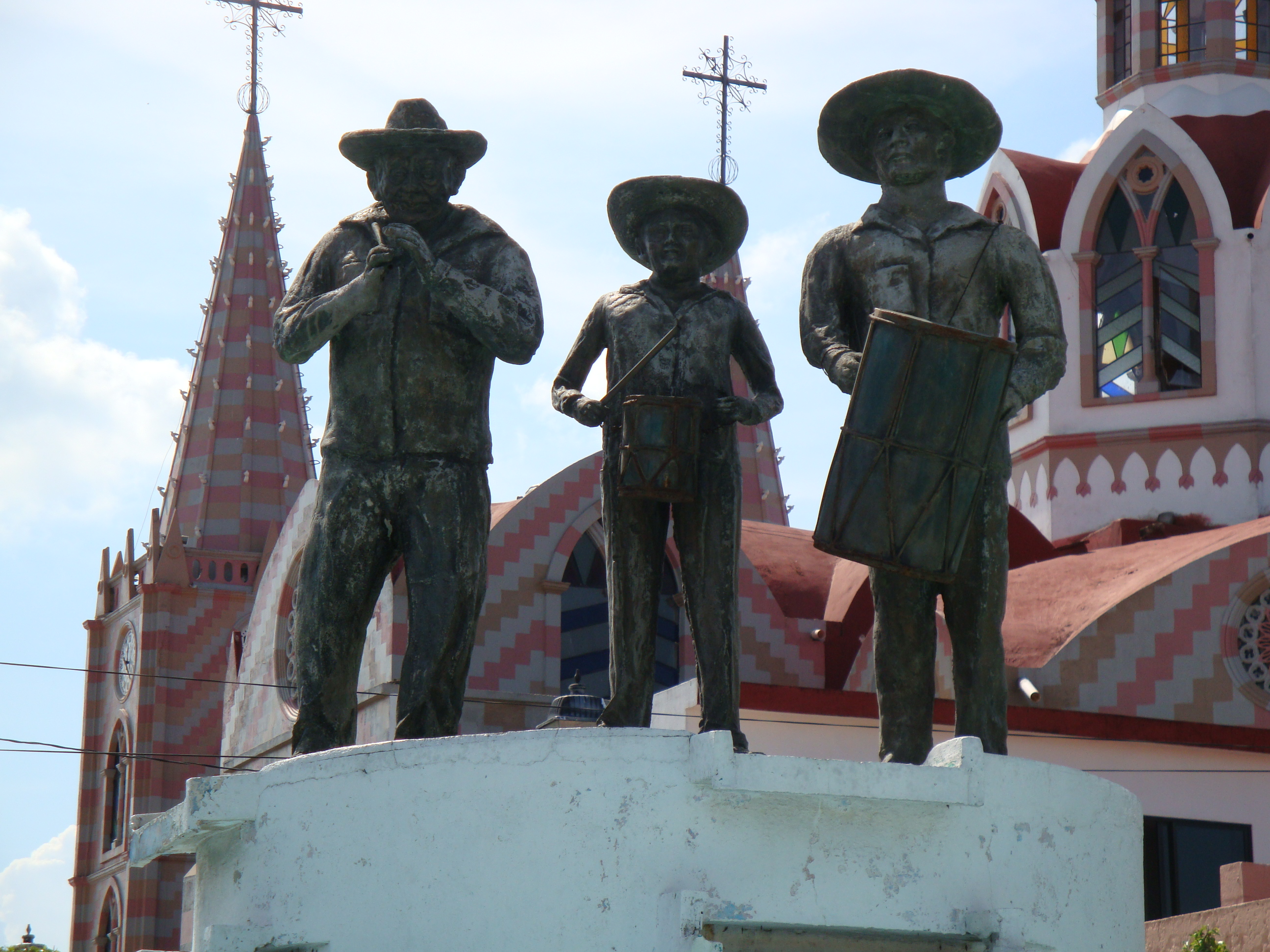
Monumento a los tamborileros, música tradicional chontal del municipio de Nacajuca.

### Grupo Indígena
Los maya chontales habitan en las tierras tropicales y húmedas de la porción centro norte del estado de Tabasco, principalmente en los municipios de Nacajuca y Centro. En menor medida, también habitan en los municipios de Centla y Macuspana, y de manera dispersa en otros municipios, como Jonuta y Jalpa de Méndez.
Los chontales de Tabasco se denominan a sí mismos yoko yinikob (“hombres verdaderos”) y yoko ixikob (“mujeres verdaderas”), que hablan el yoko t’aan (“la lengua verdadera”). El vocablo “chontal” proviene del náhuatl chontalli, que significa "extranjero" en español, y fue impuesto por los antiguos mexicanos a poblaciones localizadas allende sus fronteras. Existen otros grupos indígenas en Guerrero, Oaxaca e incluso en Nicaragua que también se denominan chontales, aunque sin ninguna relación cultural o lingüística entre sí. La escultura de la fotografía se titula "Los Tamborileros". Autor: Elizandro Pérez León (1935). Esa escultura data de 1994, y fue auspiciada por el Concejo Municipal de Nacajuca, presidido por el destacado Dr. Roosevelt Gómez Flores.

## Geografía

### Orografía
Este municipio es de relieve completamente bajo, careciendo de elevación alguna, esta característica hace que el municipio sea uno de los que tienen mayor superficie inundable en el Estado tiene una altitud de 10 metros sobre el nivel del mar.

### Hidrografía
Los ríos de mayor importancia son Nacajuca, González, Calzada, San Cipriano, Naranjo, Jahuactal y Mango. Las lagunas más importantes son Basayú, Juliva, Pucté, Madrigal, Palma, Horizonte, San Francisco, Bush, Manguito y Tintalito.

### Clima
Húmedo, cálido y lluvioso.

### Flora y fauna
Abundante flora, una fauna de lagunas, ríos y sabana.

## Economía

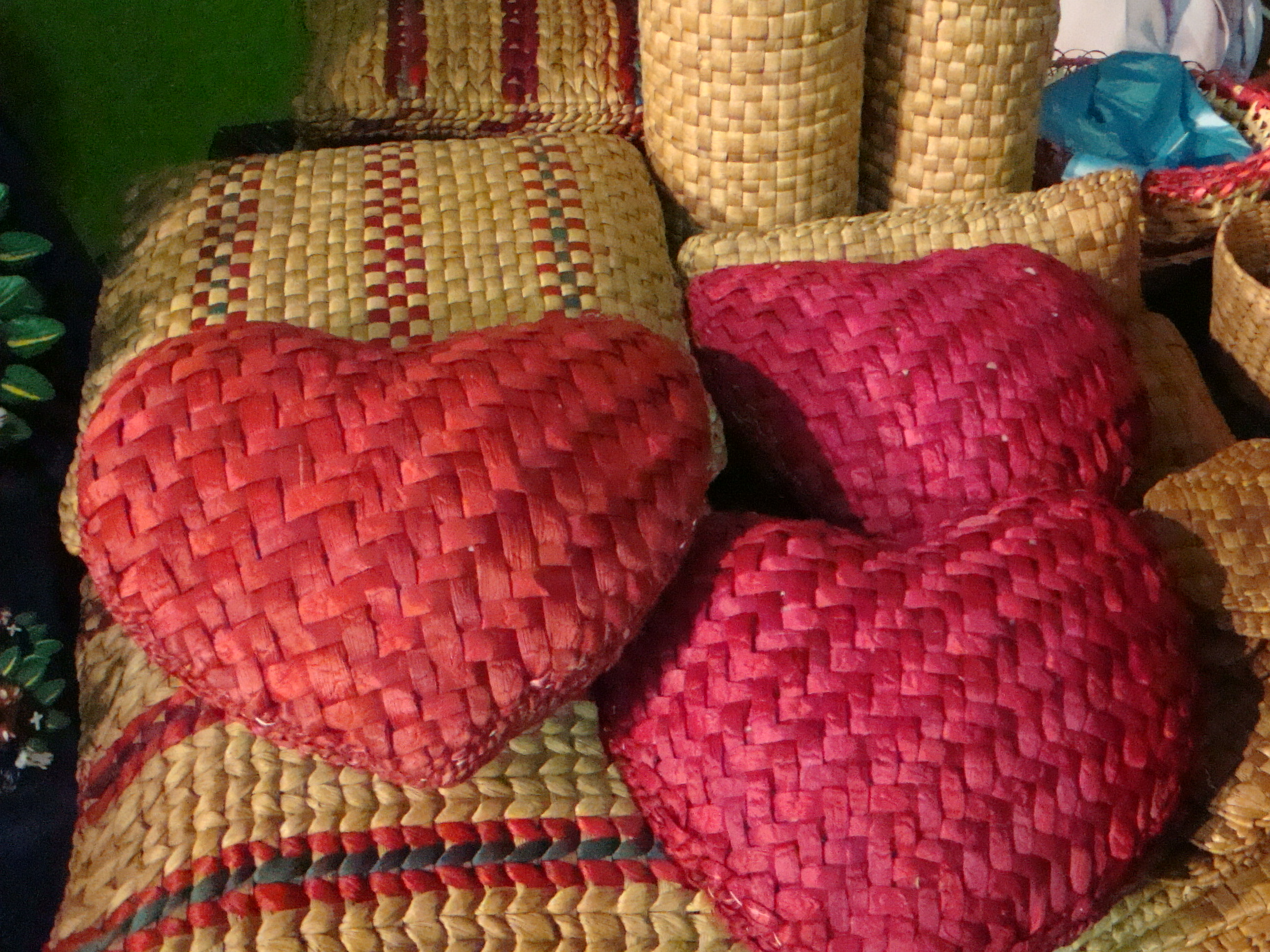
Cojines hechos de fibra de jacinto.

### Sector primario
Principales sectores, productos y servicios de agricultura.
En el municipio de Nacajuca los cultivos básicos que se producen son: el maíz y frijol, principalmente para el autoconsumo.
En 1997 la superficie sembrada en el año fue de 3,226 ha, de las cuales 2,534 fueron de maíz, representando el 78.55% de la superficie agrícola total del municipio; 215 ha de frijol que representó el 6.66% de la superficie agrícola total del municipio.
En la zona indígena que por excelencia tiene terrenos bajos, se realiza la actividad productiva de doble propósito a través de los camellones chontales, obra realizada por el gobierno del estado y el INI, con tecnologías utilizadas en las chinampas aztecas, pero a diferencia de éstas fueron construidas con material sacado con dragas que fueron ganados al pantano, con los cuales formaron una serie de camellones.
En donde con los nutrientes naturales y el abono que se realizó con cáscara de cacao están permitiendo la agricultura tradicional y en los espacios dragados debido la profundidad obtenida y a la buena filtración de los rayos solares, permite llevar a cabo la piscicultura a través de jaulas.

#### Ganadería
La ganadería es otro sector importante en la economía local, practicándose esta actividad de manera extensiva.
Según datos del Instituto Nacional de Estadística Geografía e Informática, en 1997 existían 37,490 bovinos, 7,683 porcinos, 477 ovinos, 2,784 equinos y 95,189 aves de corral.

#### Pesca
Esta actividad es de baja escala principalmente para el autoconsumo y se realiza con medios rudimentarios, tales como la tarraya, paños, cayucos y jaulas en los espacios acuícolas de los camellones chontales; existiendo 30 cooperativas y 18 uniones ejidales de producción pesquera inscritas en el registro nacional de pesca. La infraestructura con que cuenta el municipio es: granjas de tortugas, atracaderos flotantes y módulo de ventas. En 1984 se inició "la siembra" de peces en 132 jaulas flotantes.

### Sector secundario
Está constituido por pequeñas factorías y talleres en los que se fabrican muebles, piloncillo, escobas, pan de trigo, y se confecciona ropa. Existen muy buenos talleres de artesanías a base de caña, con los que se elaboran tapetes, sombreros, bolsas tejidas, abanicos, muñecos y adornos en joloche.
Merecen mención especial las tradicionales "tiras bordadas" las cuales han dado fama a Tabasco y son utilizadas en los adornos del traje regional femenino. Igualmente estas tiras bordadas las portan las "Embajadoras" que representan a los 17  municipios del estado en la feria estatal que se celebra cada año.
También se fabrican cinturones de piel, sillas para montar y se elaboran productos de cerámica.

### Sector terciario

#### Comercio
El desarrollo de las actividades comerciales ha sido lento, debido a la inadecuada infraestructura, manteniéndose este sector casi estático. Existen 204 establecimientos que se dedican principalmente a la venta de alimentos, productos básicos, misceláneas y abarrotes.

#### Servicios
El municipio cuenta con servicios de bancos, preparación de alimentos, transporte, farmacias, refaccionarías, almacenes de ropa, mueblerías, papelerías, supermercados, servicio de gasolinerías, autotransporte de pasajeros y taxis.

## Turismo

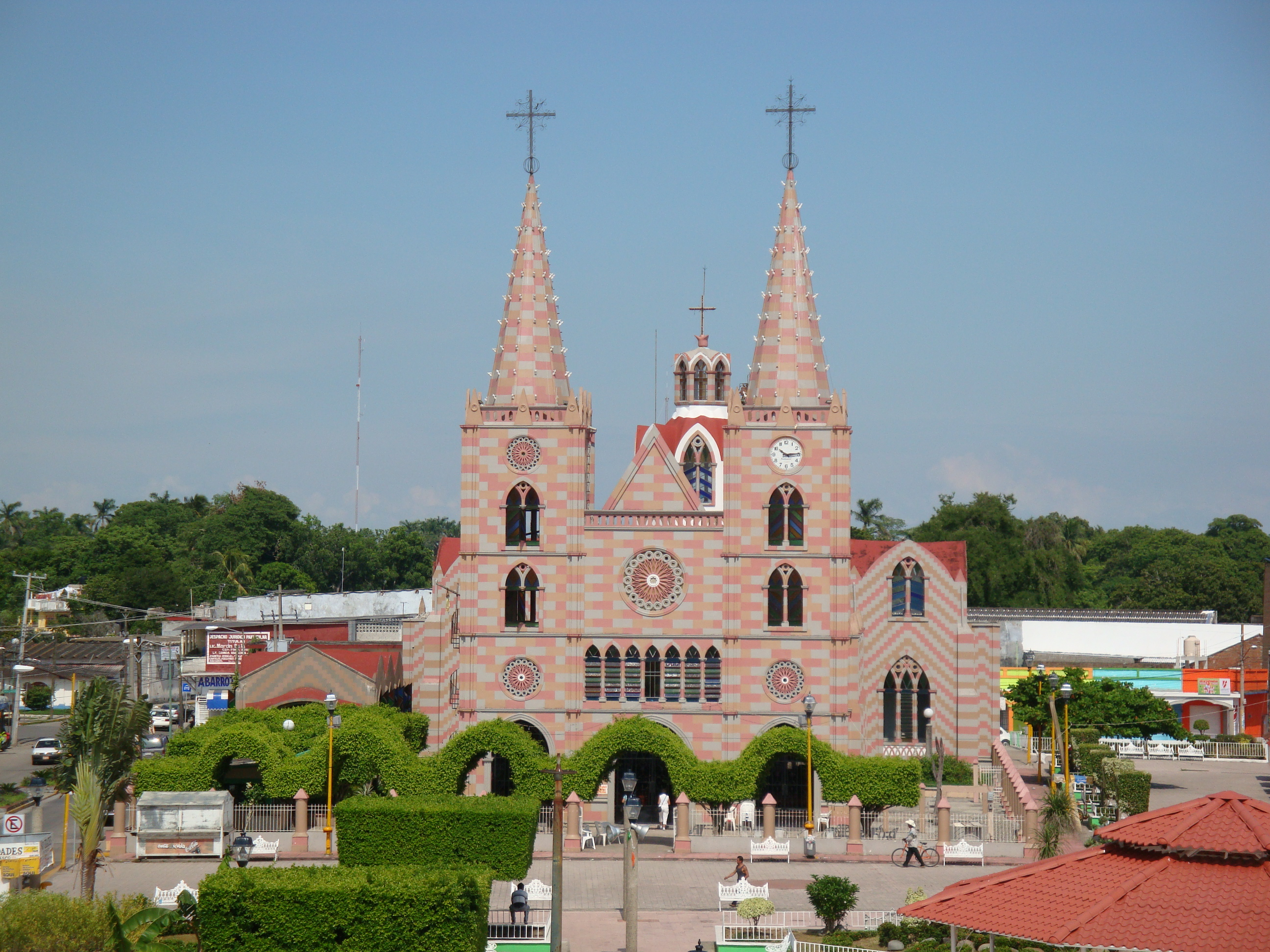
Iglesia de San Antonio de Padua, en la ciudad de Nacajuca.

El atractívo turístico principal de este municipio lo constituyen su variadas y coloridas artesanías y su excelente gastronomía que se refleja en una gran cantidad de restaurantes que ofrecen principalmente mariscos.

### Corredor gastronómico"Bijhi Yoko'tan"
Es el corredor gastronómico más famoso del estado, se localiza sobre la carretera estatal Villahermosa - Nacajuca. En los 24 km de esta carretera, existe una infinidad de restaurantes que ofrecen comida típica tabasqueña, sobre todo a base de pescados y mariscos.

### Iglesia de San Antonio de Padua
Ubicada en la ciudad de Nacajuca, es el templo religióso más importante del municipio, de estilo gótico, fue construido de cantera le da un hermoso toque. Se encuentra localizada frente al parque principal de la ciudad. Declarada patrominio cultural de la humanidad por la UNESCO.

### Pueblos chontales
En el municipio, existe una gran cantidad de pueblos de origen chontal como: Mazateupa, Tecoluta, Tucta, San Marcos, Tapotzingo, Guatacalca, Guaytalpa y Olcuatitán, que cuentan con hermosas iglesias multicolores, una vasta variedad artesanal y una rica gastronomía. En 1665 el municipio de Nacajuca contaba con 13 pueblos y el 17 de noviembre de 1852 conforme a un decreto del congreso del estado, el municipio de Nacajuca lo componen además del pueblo de Nacajuca, cabecera del partido, el poblado Tucta, Mazateupa, Tapotzingo, Guaytalpa y Tecoluta, con todas sus riberas, haciendas y rancherías.

### Camellones chontales
Son formas ancestrales de cultivar la tierra sobre el agua tipo "chinámpas", en los pueblos chontales del municipio, es posible visitar los camellones chontales y conocer la forma en que este grupo indígena los cultiva, en la zona también existe la posibilidad de degustar rica comida típica del municipio.
| Pueblos Chontales |                   |                    |                   |                    |
|                   |                   |                    |                   |                    |
| Poblado Tucta     | Poblado Mazateupa | Poblado Tapotzingo | Poblado Guaytalpa | Poblado San Isidro |

## Comunicaciones
El municipio de Nacajuca es atravesado por dos carreras estatales:
- La carretera estatal Villahermosa - Comalcalco, la cual comunica al municipio con la ciudad de Villahermosa y los municipios de Jalpa de Méndez, Comalcalco y Paraíso.

- La carretera estatal Nacajuca - Cunduacán, que comunica a la ciudad con el municipio de Cunduacán.

- La carretera municipal que comunica al poblado de Tapotzingo con el Municipio de Jalpa de Méndez.

También cruzan el municipio, varias carreteras pavimentadas de jurisdicción estatal y municipal, que comunican a la cabecera municipal con los diversos poblados y rancherías del municipio.

## Cultura

### Artesanías

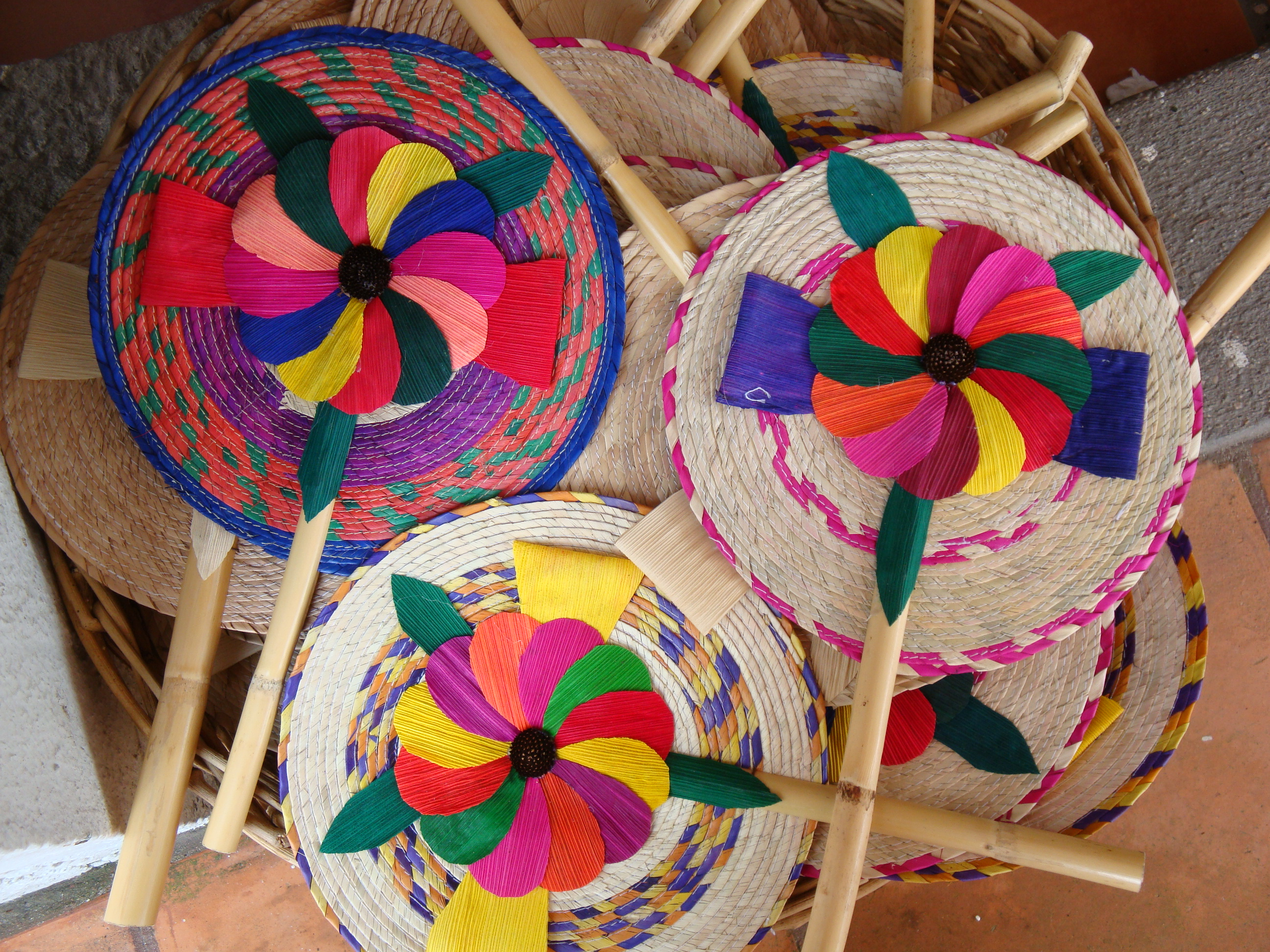
Colores de México. Abanicos tejidos, otra de las artesanías típicas de este municipio.

Nacajuca, es uno de los municipios tabasqueños que cuentan con más variedad artesanal, se fabrican bolsas, sombreros, cojines y petates tejidos de cañitas de palma o de fibra de jacinto, figuras y flores de joloche, jarrones, jícaras labradas; se elaboran ollas y figuras de barro, cinturones de piel, sillas para montar y cintas bordadas.

#### Las tiras bordadas

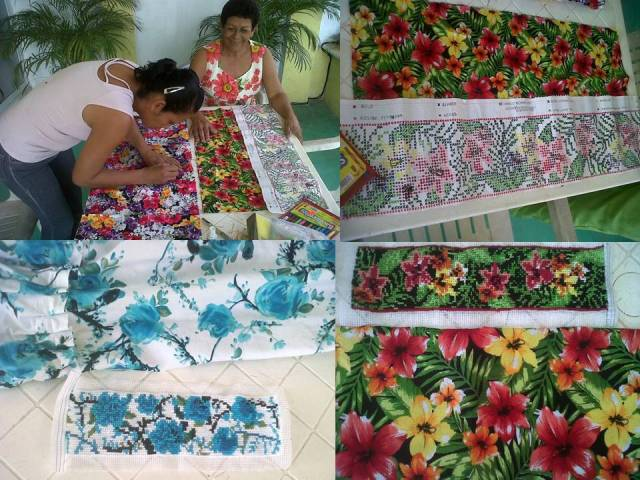
Proceso de transformación de una flor en tela estampada a una tira bordada para las embajadoras.

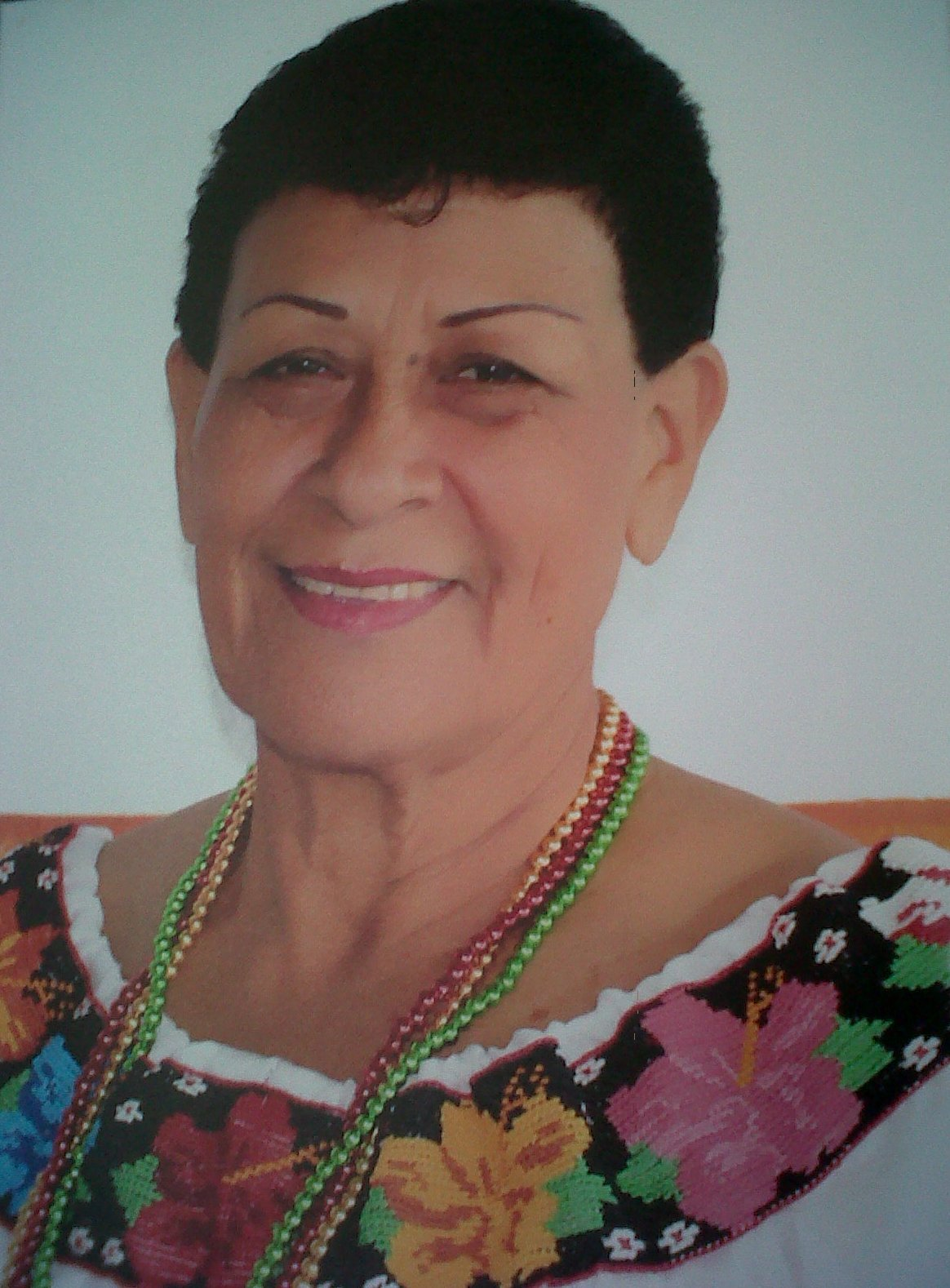
Flor de Liz Pérez Ramón (artesana de tiras bordadas)

Las famosas cintas o tiras bordadas son realizadas en el municipio de Nacajuca, Tabasco en donde sus artesanos con aguja, canevá e hilos de colores vivos y brillantes, bordan en sus cintas flores propias de su entorno, tales como el guayacán, el macuillis, el framboyán y tulipanes.
El bordado es realizado en "punto de lomillo" engalanando también las "bandas bordadas" que son colocadas tradicionalmente a cada una de las embajadoras de los 17 municipios en la Feria Tabasco, que se realiza año con año y que las distingue como representantes de sus respectivos municipios en el certamen "Flor Tabasco".
Sus principales creadoras son María Esperanza Pérez Tosca y Flor de Liz Pérez Ramón, entre otras artesanas, quienes viven en la comunidad de Arroyo.
La incursión de esta artesanía en la Feria Tabasco comenzó según investigaciones y fotografías de las embajadoras así como testimonios de los primeros organizadores de las ferias durante el gobierno de Mario Trujillo García hacia 1970, cuando la artesana de tiras bordadas Flor de Liz Pérez Ramón, de la comunidad de Arroyo en Nacajuca, elaboró los trajes que portaban las embajadoras así como las primeras bandas bordadas que se realizaron en el estado.
Desde Tomas Garrido Canabal en los años 30, pasando por Manuel Bartlet Bautista en 1953, Miguel Orrico de los Llanos interino en el 58, Carlos A. Madrazo en el 59 y Manuel R. Mora en el 65, la feria fue sufriendo transformaciones e impulsos, incluso la creación del traje tabasqueño en tiempos de Carlos A. Madrazo, el dato más confiable de la iniciación de las tiras bordadas y bandas se remonta a los años 70, con Mario Trujillo García como gobernador constitucional.
Desde los años 70 hasta finales de los 90, mediante la desaparecida Fomita y lo que se convierte luego en Artesanías Tabasqueñas se realizaron las bandas y trajes tabasqueños para las embajadoras.
Desde el año 2008 surgen nuevas artesanas en la comunidad de Arroyo, Nacajuca, independizándose en pequeños talleres artesanales.
La fama de la tira bordada ha cruzado fronteras ya que estas artesanías han sido exportadas a otras partes del país y del mundo, además de que artistas de fama internacional han portado estos trabajos por parte de muchas artesanas que elaboran estas artesanías.
| Artesanías de Nacajuca |                              |                   |        |                    |
|                        |                              |                   |        |                    |
| Flores de joloche      | Floreros de fibra de jacinto | Máscara de madera | Bolsas | Figuras de jacinto |

### Gastronomía

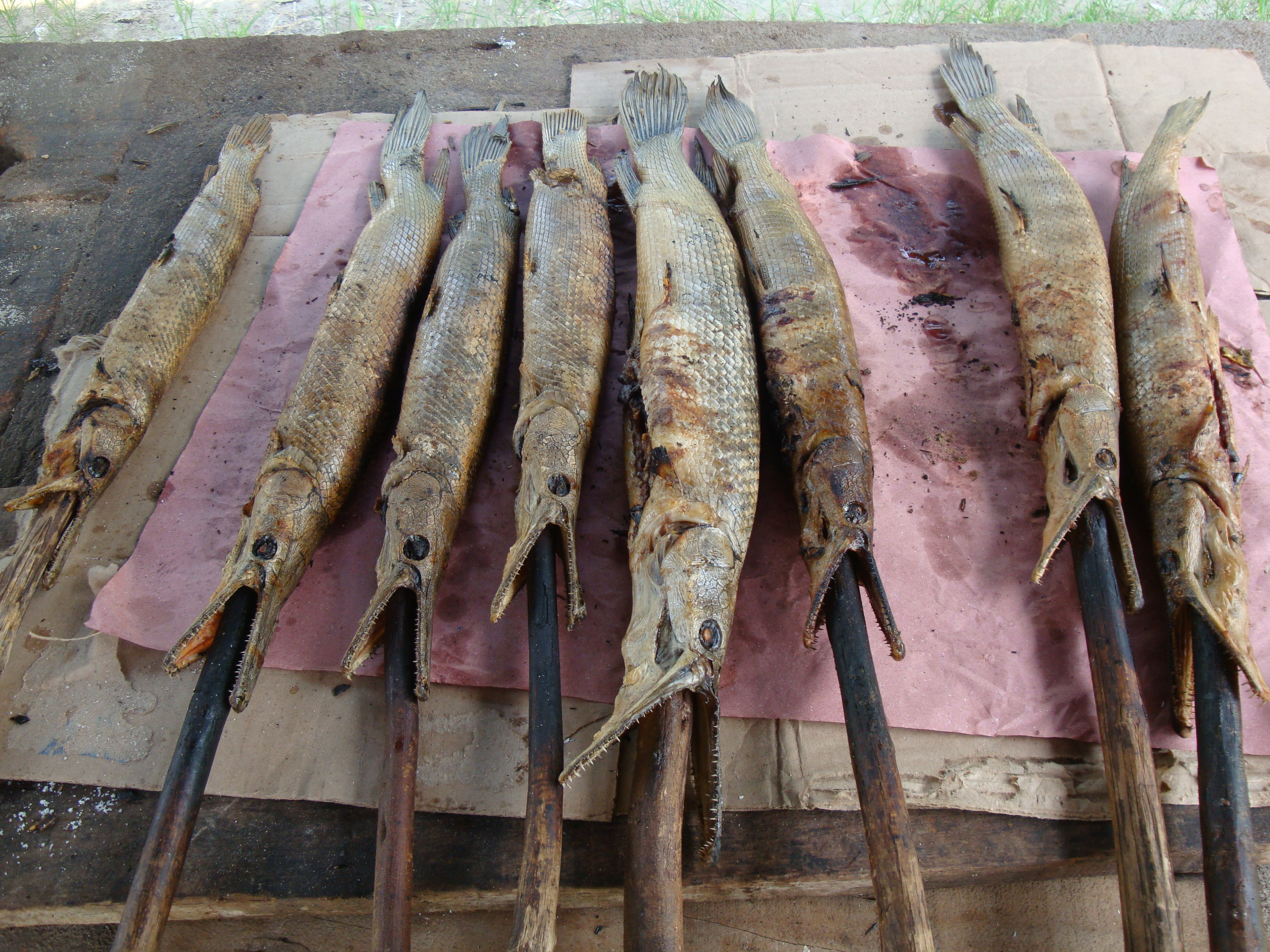
El "pejelagarto asado" comida típica de la cocina nacajuquense.

Dentro de la gastronomía típica del municipio destacan:
Alimentos: Pejelagarto asado y guisados. Gran variedad de pescados de río y laguna, fritos, al mojo de ajo y en mone; ulich de pavo (plato tradicional en día de muertos).
Dulces: Panal de rosa y conservas de coco, papaya, limón real, cocoyol, nance, mango, de ciruela, grosella, camote, sandía, piña con coco.
Bebidas: Pozol frío, chorote (mezcla de maíz con cacao), chocolate caliente, pinol y polvillo de maíz, agua de matalí, limón, naranja y guanábana.

### Ferias y fiestas populares
- Fiesta del Señor de Esquipulas en Tucta: del 13 al 15 de enero.
- Fiesta Patronal de La Candelaria en Olcuatitán: 1 y 2 de febrero.

- Fiesta Patronal de San José en Pajonal: del 16 al 19 de marzo.

- Feria  Patronal de San Marcos en los poblados Guatacalca y San Marcos: del 20 al 27 de abril.

- Festejos Patronal a San Lázaro en Mazateupa: 5° viernes de cuarésma.
- Fiesta de Santa Lucia en Mazateupa: del 05 al 13 de diciembre

- Feria Patronal  Tecoluta 2.ª secc. "Señor de la Salud y la Santa Cruz" en Tecoluta: del 23 de abril al 5 de mayo.

- Fiesta  Patronal de San Isidro Labrador: en las rancherías San Isidro primera sección y el Tigre, del 12 al 15 de mayo.

- Fiesta de San Antonio: en la ciudad de Nacajuca del 11 al 13 de junio.

- Fiesta Patronal de San Pedro y San Pablo en Guaytalpa: del 26 al 29 de junio.
- Fiesta san Roma en Guaytalpa: del 06 al 14 de septiembre.
- Fiesta a la virgen de la Asunción de María en Guaytalpa: del 16 al 25 de diciembre.
- Fiesta de San Francisco de Asís en Guaytalpa: del 25 de septiembre al 4 de octubre.
- Fiesta de San Martín Obispo en Guaytalpa: del 03 al 11 de noviembre.

- Fiesta de la Virgen del Carmen en la ciudad de Nacajuca en la Ranchería Arroyo y en el Poblado Tapotzingo: del 13 al 16 de julio.
- Fiesta Patronal de la Virgen de Concepción de María en Tapotzingo: del 30 de noviembre al 8 de diciembre.
- Fiesta de San Miguel Arcángel en Tapotzingo: del 21 al 29 de septiembre.

- Fiesta  Patronal de Santiago Apóstol en  Tucta: del 22 al 25 de julio.
- Fiesta  Patronal en honor a la Santísima Virgen de los Remedios Patrona de los nacajuquences en la Cabecera Municipal: del 26 de  agosto al 2 de septiembre

- Feria municipal: en la ciudad de Nacajuca del 26 de agosto al 1 de septiembre.
- Fiesta a San Mateo Apóstol y Evangelista en Tucta: del 19 al 21 de septiembre.

## Principales localidades
- Nacajuca: Cabecera municipal en ellas se encuentran ubicados los principales edificios públicos del municipio y las representaciones estatales y federales. Las principales actividades económicas son el comercio y la agricultura. La población aproximada es de 8,213 habitantes, y se localiza a 26 kilómetros de la capital del estado.

- Bosques de Saloya: Localidad ubicada en los límites con el municipio de Centro y que está incluida dentro de la Zona Metropolitana de Villahermosa, tiene una población similar a la de la cabecera municipal debido a la cercanía con la capital del estado, ciudad de la que se encuentra separada por el río Carrizal. Debido a su suelo bajo y pantanoso y a la presión del crecimiento demográfico de Villahermosa (capital del estado) hay muchos asentamientos irregulares. El gobierno del Estado 1994-2000 creó una comisión intermunicipal para esta zona conurbada con lo que se inicia todo un programa integral de desarrollo urbano y social que abarca no solo a dicha localidad, sino también a otras del municipio y algunas colindantes del municipio de Centro.

- Lomitas: Su principal actividad es la agricultura. La distancia de la cabecera municipal es de 23 kilómetros, y su población aproximada es de 2,889 habitantes.

- Guatacalca: Sus principales actividades son la agricultura y las artesanías. Su distancia a la cabecera municipal es de 5 kilómetros, y su población aproximada es de 2,681 habitantes.

- Samarkanda: Las principales actividades son la ganadería y la agricultura. La distancia a la cabecera municipal es de 22 kilómetros, y su población aproximada es de 2,750 habitantes.

- Tecoluta: Su nombre significa "lugar de buhos o tecolotes", es un pueblo pintoresco, lleno de misterios, tradiciones y costumbres, sus principales actividades son la ganadería, artesanía y la agricultura. La distancia a la cabecera municipal es de aproximadamente 12 km y su población aproximada es de 2,280 habitantes. se caracteriza por su gente acogedora, el pozol y sus fiestas son el tercer viernes del señor San Roman y el 15 de agosto en honor a la Santísima Virgen de la Asunción.

- Tapotzingo: Su principal actividad es la agricultura y las artesanías. La distancia a la cabecera municipal es de 5 kilómetros, y su población aproximada es de 2,269 habitantes.
- Guaytalpa: Su principal actividad es la agricultura y las artesanías (cortinas de junco). La distancia a la cabecera municipal es de 7 kilómetros, y su población aproximada es de 2,281 habitantes.

- Sandial: La principal actividad es la ganadería. La distancia a la cabecera municipal es de 27 kilómetros, y su población aproximada es de 2,262 habitantes.

- Mazateupa: Su principal actividad es la artesanía. La distancia a la cabecera municipal es de 4 kilómetros, y su población aproximada es de 1,690 habitantes.

- Arroyo: Sus principales actividades son la elaboración de las famosas tiras bordadas que forma parte del traje típico tabasqueño y otras artesanías derivados del bordado. La distancia a la cabecera municipal es de 6 kilómetros, y su población aproximada es de 1,500 habitantes. Destaca el río Samaria y Don Cipriano. A través del bordo margen izquierda del río Samaria se puede llegar a la autopista La Isla-Dos Bocas por el crucero y es la comunidad más grande en extensión territorial.

- Saloya, 1.ª Sección: Sus principales actividades son la ganadería y la agricultura. La distancia a la cabecera municipal es de 4 kilómetros, y su población aproximada es de 1,433 habitantes.

- Oxiacaque: Sus principales actividades son la ganadería y la agricultura.

## Presidentes municipales
- José Ángel Martínez Zentella (1940-1943)
- Máximo Gómez Subiaur (1943-1949)
- Fernando Mier y Concha Salazar (1949-1952)
- José del Carmen Gómez Tosca (1952-1955)
- Hernán Rabelo Wade (1955-1958)
- Víctor Zapata Frías (1958-1961)
- Victorio Chan Morales (1961-1964)
- Eleazer Rivera Magaña (1964-1967)
- Luis García Ruiz (1967-1970)
- Francisco Rabelo Cupido (1970-1973)
- José Ángel Ruiz Hernández (1973-1976)
- Oscar Rabelo Tosca (1976-1979)
- Felipe Rodríguez de la Cruz (1979-1981)
- José Neftalí Frías Díaz (1981-1982)
- José Ángel Ruiz Hernández (1983-1985)
- Carmen Sánchez Jiménez (1986-1988)
- Julio César Díaz Zapata (1988-1991)
- Roosevetl Gómez Flores  (1991–1994)
- Adán Magaña Gómez.  (1994-1997)
- Ramón Gómez Álvarez (1997-2000)
- César de la Cruz Osorio (2001-2003)
- Silbestre Álvarez Ramón (2004-2006)
- Avenamar Leyva Gómez (2007-2009)
- Marco Antonio Leyva Leyva (2010-2012)
- Pedro Landero López (2013 - 2015)
- Francisco López Álvarez (2016 - 2018)
- Janicie Contreras García (2018-2020)
- Mirella Cerino Díaz (2020-2021)
- Sheila Darlin Álvarez Hernández (2021-2024)
- Érika Guadalupe Rivera Cerino (2024) suplente
- Roberto Ocaña Leyva (2024-2027)